# Parafia św. Jadwigi Królowej w Bystrach
Parafia świętej Jadwigi Królowej w Bystrym – parafia rzymskokatolicka, znajdująca się w diecezji ełckiej, w dekanacie Giżycko – św. Krzysztofa.